# جو كلارك (لاعب كرة قدم)
جو كلارك (بالإنجليزية: Joe Clark)‏ (15 فبراير 1890 في المملكة المتحدة - 1960) هو لاعب كرة قدم بريطاني (وحمل سابقاً جنسية المملكة المتحدة لبريطانيا العظمى وأيرلندا) في مركز جناح ‏. لعب مع كارديف سيتي ونادي روتشديل ونادي ساوثهامبتون وأبردير تاون ‏ وHebburn Argyle F.C. ‏.